# Anatoli Kurjan
Anatoli Kurjan (* 11. Februar 1942 in Irkutsk) ist ein ehemaliger Leichtathlet, der für die Sowjetunion antrat. Er wurde 1966 Zweiter bei den Europameisterschaften im 3000-Meter-Hindernislauf.
Kurjan belegte 1966 bei der sowjetischen Meisterschaft in 8:31,6 Minuten den zweiten Platz hinter Viktor Kudinski. Bei den Europameisterschaften 1966 in Budapest wurde Kurjan in seinem Vorlauf in 8:49,6 Minuten Vierter und qualifizierte sich für das Finale. Der belgische Favorit Gaston Roelants hatte 1965 den Weltrekord auf 8:26,4 Minuten verbessert und hatte seit 1961 kein Hindernisfinale mehr verloren. Im Endlauf von Budapest übernahm Roelants nach zwei Runden die Spitze und hatte schnell einen Vorsprung vor den anderen Läufern herausgelaufen. Eingangs der letzten Runde führte immer noch Roelants, Kudinski und Kurjan versuchten die Lücke zu schließen. Kudinski passierte Roelants am letzten Wassergraben und Kurjan konnte Roelants kurz vor dem Ziel überholen. Kudinski gewann in 8:26,6 Minuten, der zweitschnellsten bis dahin gelaufenen Zeit, Kurjan lief als Zweiter in 8:28,0 Minuten die schnellste Zeit seiner Karriere und gewann Silber vor Roelants. Auf den Plätzen 4 bis 7 wurden vier Landesrekorde verbessert.
1967 siegte Kurjan in 8:38,8 Minuten beim Leichtathletik-Europacup. Im Jahr darauf belegte er bei der sowjetischen Meisterschaft in 8:55,8 Minuten den vierten Platz und konnte sich damit nicht für die Olympischen Spiele qualifizieren. Bei einer Körpergröße von 1,69 Meter betrug sein Wettkampfgewicht 58 Kilogramm.